# 登別市立登別小学校
登別市立登別小学校（のぼりべつしりつのぼりべつしょうがっこう）は、北海道登別市登別本町3-25-2に存在する公立小学校。

## 沿革
- 1892年（明治25年）8月10日、幌別尋常小学校登別分校として開校[1]。
- 1895年（明治28年）4月1日、登別尋常小学校として独立[1]。
- 1911年（明治44年）2月1日、蘭法華特別教授所を開設[1]。
- 1913年（大正2年）2月1日、蘭法華特別教授所を本校に併合[1]。
- 1920年（大正9年）4月1日、高等科を併置[2]。
- 1945年（昭和20年）4月1日、軍令により校舎の一部が兵舎に転用されたものの、同年8月に返還される[2]。
- 2007年（平成19年）3月、登別温泉小学校を統合[3]。